# Jinghai

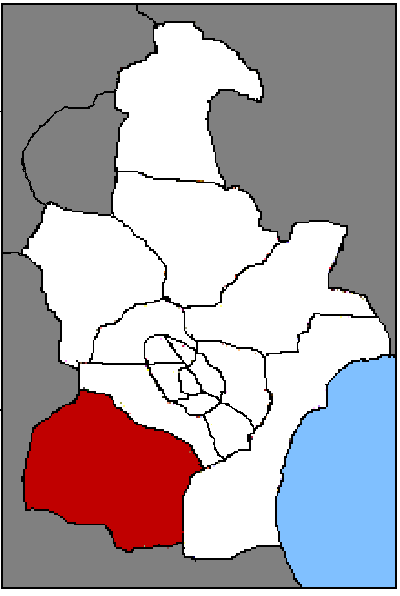
Lage des Kreises Jinghai in Tianjin

Jinghai (静海区,  Jìnghǎi Qū) ist ein Stadtbezirk im Verwaltungsgebiet der regierungsunmittelbaren Stadt Tianjin in der Volksrepublik China. Er liegt im Südwesten von Tianjin. Die Fläche beträgt 1.441 Quadratkilometer und die Einwohnerzahl 787.106 (Stand: Zensus 2020). 1999 zählte Jinghai 507.502 Einwohner.
Der Stadtbezirk ging 2015 aus dem ehemaligen Kreis gleichen Namens hervor.